# 勒扎尼察农村居民点
勒扎尼察农村居民点（俄语：Ржаницкое сельское поселение）是俄罗斯联邦布良斯克州茹科夫卡区所属的一个农村居民点。其下辖有4个居民点，行政中心为勒扎尼察。据2015年统计，该农村居民点的人口为5291人。